# Uromenus costaticollis
Uromenus costaticollis är en insektsart som först beskrevs av Lucas, H. 1849.  Uromenus costaticollis ingår i släktet Uromenus och familjen vårtbitare. Inga underarter finns listade i Catalogue of Life.